# Poa polycolea
Poa polycolea är en gräsart som beskrevs av Otto Stapf. Poa polycolea ingår i släktet gröen, och familjen gräs. Inga underarter finns listade i Catalogue of Life.